# Michael Tappin
Michael Tappin (ur. 22 grudnia 1946 w Bushey) – brytyjski polityk, politolog i nauczyciel akademicki, poseł do Parlamentu Europejskiego IV kadencji.

## Życiorys
Absolwent University of Essex (B.A.), kształcił się również w London School of Economics oraz na University of Strathclyde w Glasgow. Pracował jako nauczyciel akademicki na Keele University, zajmując się zagadnieniami z zakresu polityki Stanów Zjednoczonych. Publikował m.in. w „British Journal of Political Science” i „Politics Today”.
Z ramienia Partii Pracy w latach 1994–1999 sprawował mandat eurodeputowanego, wchodząc w skład frakcji socjalistycznej. Był członkiem Komisji Budżetowej oraz Komisji ds. Kontroli Budżetu. Był radnym i liderem frakcji laburzystów w radzie miejskiej Stoke-on-Trent, mandat radnego utracił w wyborach w 2008.